# Erzsébeti Spartacus MTK LE
Az Erzsébeti Spartacus Munkás Testedző Kör Labdarúgó Egyesület, röviden ESMTK egy 1909-ben alapított magyar labdarúgóklub. Székhelye Budapest XX. kerületében található. A klub egészen 1931-ig a legalsóbb szinteken járt csak. 1932-ben az akkori harmadosztály megnyerésével jutott fel először a másodosztályba. A legsikeresebb időszak a klub történetében az 1945-1949 -es volt. Ebben a négy szezonban háromszor is szerepelt az első osztályban. Legnagyobb sikerük az 1945-ös bajnokságban elért 7. hely volt. Azóta többnyire az NB3-ban játszanak.

## Híres játékosok
* a félkövérrel írt játékosok rendelkeznek felnőtt válogatottsággal.
- Ádám Zoltán
- Budai László
- Ebedli Zoltán
- Horváth István
- Szépföldi József
- Tóth István
- Tóth József
- Morgós Gábor
- Forintos József
- Takács László
- Kotul László
- Murai Sándor
- Dömök István

## Sikerek
NBI
- 1945 tavasz: 7.hely,
- 1945-46: 12.hely ,
- 1947-48: 14.hely

NBII
- 1946-47 1.hely

NBIII
- Bajnok:  1931-32, 1952 , 1957. tavasz, 1957-58 , 1958-59, 1978-79, 1990-91, 2000, 2000-01, 2006-07,